# Temim Ibn Ziri
Pour les articles homonymes, voir Tamim.
Temim Ibn Zirifut le chef de la tribu berbère Zénète des Banou Ifren de 1029 à 1035 au Moyen Âge dans le Maghreb. Il est le petit-fils de Yala Ibn Mohamed. 
On lui doit la construction de la Grande mosquée de Salé en 1028 qui sera reconstruite par les Almohades au XIIe siècle .
Vers 1032, il prend Fès aux Maghraouas.
En 1033, après leur conquête de Fès, les forces de Temim Ibn Ziri persécutent la communauté juive locale et commettent le massacre de Fès.